# Mädler (cràter)
|  | No s'ha de confondre amb Mädler (cràter marcià). |

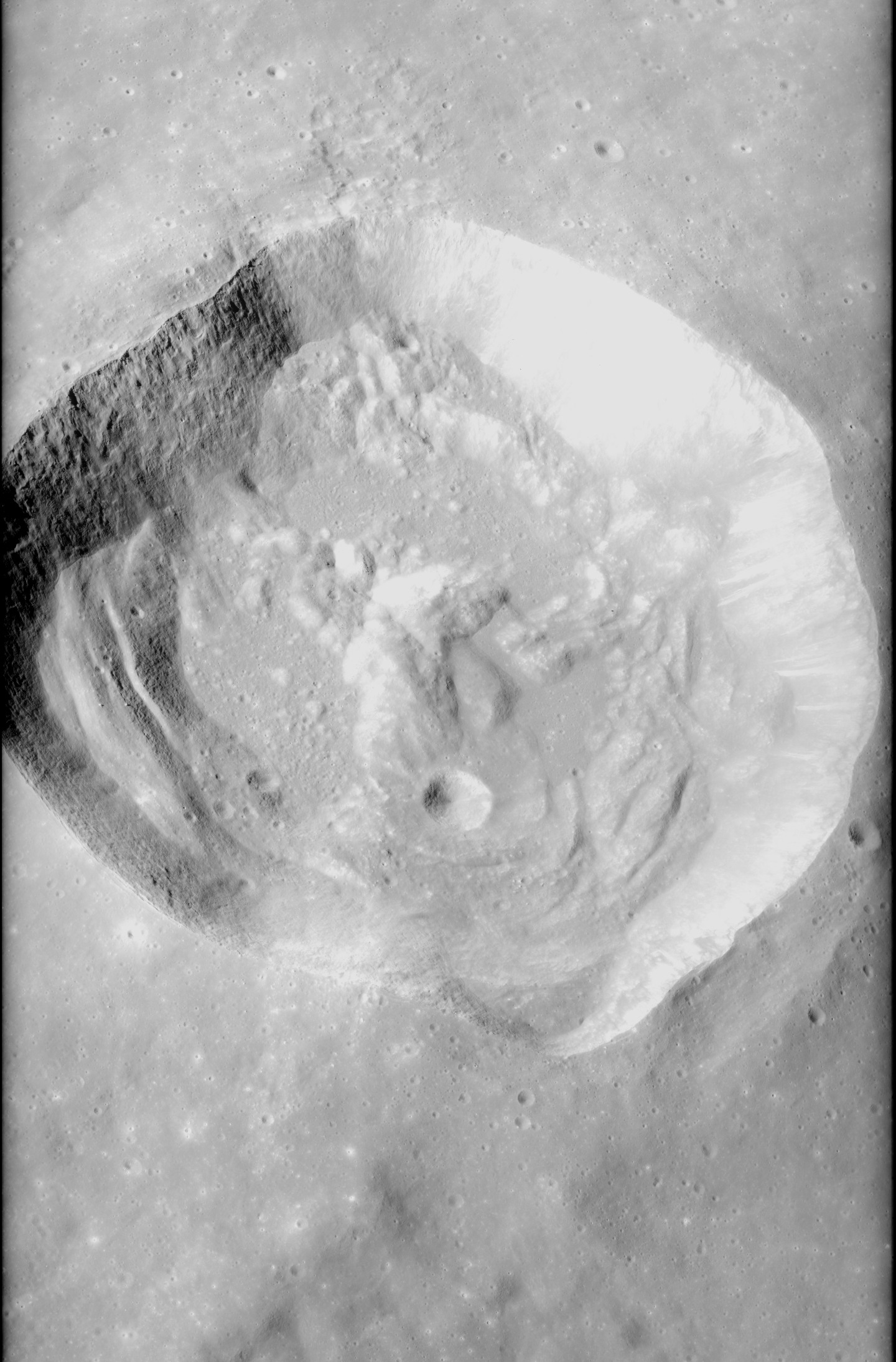
Fotografia de la missió Apol·lo 16

Mädler és un cràter d'impacte lunar situat en la mar que uneix el Sinus Asperitatis en el nord amb la Mare Nectaris al sud-est. A l'oest es troba el prominent cràter Teòfil, amb Mädler situat enmig de les seves rampes exteriors.

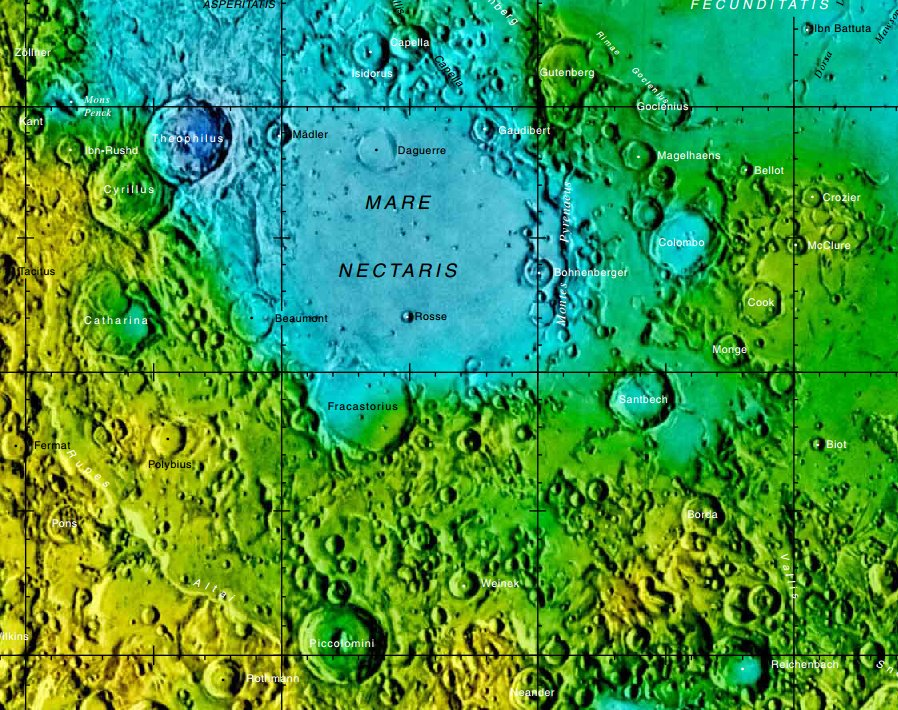
Localització de Mädler (quadrant superior esquerre de la imatge)

La vora de Mädler és irregular i de forma una mica oblonga. Presenta un pic central, sota el qual s'uneix a una cresta que creua el sòl. A l'est del cràter apareixen marques radials que inclouen un element amb forma d'anell en el nord-est.

## Cràters satèl·lit
Per convenció aquests elements són identificats en els mapes lunars posant la lletra en el costat del punt central del cràter que està més proper a Mädler.
|        | \| Mädler \| Coordenades \| Diàmetre \| \| ------ \| ------------------------------------ \| -------- \| \| A \| 9° 30′ S, 29° 48′ E / 9.5°S,29.8°E \| 5 km \| \| D \| 12° 36′ S, 31° 06′ E / 12.6°S,31.1°E \| 4 km \| |          |
| Mädler | Coordenades | Diàmetre |
| A      | 9° 30′ S, 29° 48′ E / 9.5°S,29.8°E | 5 km     |
| D      | 12° 36′ S, 31° 06′ E / 12.6°S,31.1°E | 4 km     |